# 七裂蒲儿根
七裂蒲儿根（学名：Sinosenecio septilobus）是菊科蒲儿根属的植物，是中国的特有植物。分布于中国大陆的四川等地，生长于海拔1,550米至2,100米的地区，多生于岩上、灌丛及路边，目前尚未由人工引种栽培。